# Val Valentino
Val Valentino, conhecido mundialmente como Masked Magician, no Brasil como Mister M e em Portugal como Mágico da Máscara (Los Angeles, 14 de junho de 1956), é um ilusionista e ator estadunidense, conhecido por revelar na prática os segredos dos truques de ilusionismo.
Valentino estrelou uma série de quatro especiais de televisão, expondo os métodos por trás de inúmeros truques e ilusões de mágica clássicos na rede de televisão estadunidense Fox. Nos especiais exibidos originalmente pela televisão, ele usou o nome artístico de Masked Magician (Mágico Mascarado) e ocultou sua verdadeira identidade usando uma máscara, ciente do estigma entre a comunidade mágica com truques publicamente expostos. No especial final, Valentino revelou sua identidade, conquistando alguma notoriedade entre a comunidade mágica, e ao mesmo tempo, rendendo vários processos judiciais.

## Carreira
A primeira incursão de Valentino na arte do ilusionismo foi na idade de cinco anos com um truque chamado "a bola e vaso" que seu pai lhe deu. Em sua adolescência, Valentino se apresentou com o "Programa Internacional de Conscientização Cultural" para mais de um milhão de estudantes em todo o Sistema Escolar Unificado. As apresentações também incluíram revelar segredos mágicos para encorajar outros a se tornarem mágicos. No final dos anos 80 e nos anos 90, Valentino se mudou para Las Vegas, Nevada e se apresentava em shows de cassino, incluindo Viva Las Vegas e Splash, depois de ter aparecido no The Merv Griffin Show, bem como no videoclipe Magic Man de Herb Alpert.
Em outubro de 2017, Valentino anunciou no programa Balanço Geral, da emissora de TV brasileira RecordTV, que havia sido diagnosticado com câncer de próstata terminal e recebeu um ano de vida desde o momento do diagnóstico. Valentino recusou o tratamento convencional. Em junho de 2020, em entrevista ao Domingo Espetacular da mesma emissora, afirmou estar curado e que se encontra no Brasil. Atualmente vive com a namorada , Influenciadora Digital Flávia Romani , mora em um bairro nobre da Capital Paulista, e está trabalhando em vários projetos , que envolve educação , cultura e turismo.

### Mister M
Por um período de dois anos (1997-1999), Valentino se apresentou como Mister M (The Masked Magician, na versão original) em quatro especiais da Fox, chamado Breaking the Magician's Code: Magic's Secret Secrets Finally Revealed, que revelou os segredos dos truques de mágica clássicos. Os programas de Mister M também foram transmitidos no Reino Unido pela ITV durante o final da década de 1990 e ainda é ocasionalmente repetido pela ITV4.
Valentino foi escolhido pela Fox durante uma de suas apresentações em Las Vegas. Depois de alguma negociação, Valentino assinou o contrato com a emissora, prometendo que ele revelaria os segredos por trás dos truques clássicos. No final do quarto e último especial, Valentino revelou a sua verdadeira identidade, apesar de alguns membros da comunidade mágica já terem deduzido os especiais anteriores depois de reconhecer certos traços da sua performance. Depois de se revelar, Valentino enfatizou que ele sentia que revelar os segredos encorajaria as crianças a entrarem na arte da mágica em vez de desencorajá-las, e que o entretenimento dos shows de mágica era mais do carisma do mago, em vez da maravilha de como o truque foi feito.
Mais tarde, ele afirmou ao Reddit: "A principal razão que fiz o programa foi fazer com que os mágicos conversassem sobre o futuro das Artes Mágicas, já que a Internet estava prestes a mudar tudo, como aconteceu... Os magos se tornaram complacentes e não estavam preparados para mudanças que estavam por vir. O programa parecia ser o lugar para "acertar" as coisas e fazer com que os mágicos conversassem. Claro que eu tomei algumas precauções, mas foi tudo por uma boa causa para fazer com que os mágicos conversassem."
Críticas foram feitas a Valentino por mágicos por prejudicar os shows de mágica de outros ilusionistas. Kevin Spencer, um mágico itinerante de Lynchburg, Virginia, que se apresenta com sua esposa, Cindy, diz que os especiais forçaram a dupla a recusar dois de seus truques. Spencer declarou: "Estamos desapontados que alguém que ganha a vida realizando a arte da magia por mais de 25 anos seja tão rápido em trair sua comunidade". O ilusionista e sua esposa processaram Valentino, um dos vários processos judiciais que resultaram do programa. Outro processo foi trazido pelo mágico André Kole, que tentou sem sucesso evitar que a Fox exibisse um especial com o segredo por trás da Mesa da Morte, uma ilusão que Kole afirma ter aperfeiçoado. De acordo com Kole, ele licenciou o truque para sete dos 10 melhores magos do mundo e estimou seus danos financeiros como resultado do especial em mais de US$ 500.000. O advogado de Kole admitiu a dificuldade inerente em processar a perda de um truque de mágica, uma vez que as ilusões não estão entre as propriedades intelectuais cobertas pela lei de direitos autorais, mas afirmou: "Mágicos e designers de truques de mágica não tiveram que dar esses passos. Um aperto de mão funcionou por vários séculos".
Outros ilusionistas criticam as explicações de Valentino por serem desleixadas ou imprecisas, argumentando que ele dá uma impressão equivocada de que os métodos que ele está expondo são regularmente usados por mágicos profissionais. O ilusionista Mark Wilson, que apresentou o programa infantil na televisão estadunidense The Magic Land of Allakazam, na década de 1960, diz que algumas das revelações de Valentino eram perigosas e geralmente não usadas por outros mágicos.
Novos episódios do programa voltaram depois a serem transmitidos nos Estados Unidos pela MyNetworkTV. Valentino também apareceu como Mister M em um episódio da série Diagnosis: Murder, em 1999.
Em outubro de 2007, uma graphic novel estrelando o personagem Mister M foi lançada pela Virgin Comics.

## No Brasil
Os especiais de Mister M foram exibidos no Brasil em 1999, dentro de um quadro do programa Fantástico, exibido pela Rede Globo, onde, oculto atrás de uma máscara (a qual ganhou bastante fama) e mantendo secreta sua identidade, revelou os segredos de diversos truques de mágica. O quadro contava com os textos de Luiz Petry e a narração do locutor Cid Moreira. Como no seu país de origem, as revelações dos truques no programa também geraram alguns processos judiciais contra a Rede Globo. A Associação dos Mágicos Vítimas do Programa Fantástico, liderada por Tio Tony, entrou na justiça em Porto Alegre contra o quadro do Mister M. No processo, o grupo alegou que houve queda no faturamento pelo desinteresse do público por magia, que houve a perda de equipamentos que não poderiam ser mais usados pelo truque ter sido revelado, e que Valentino atingiu o livre exercício da profissão. Uma limiar foi emitida, exigindo que a Globo pagasse multa de R$ 1 milhão. O programa saiu do ar por duas semanas, mas a decisão foi revertida. O processo passou a ser analisado como um caso de danos morais e foi estipulado uma multa de 300 salários mínimos, mas a Globo recorreu e em 2011 o Superior Tribunal de Justiça estipulou que a multa não precisaria ser paga.
O sucesso do quadro levou Mister M a fazer uma turnê com seu show de mágica pelo Brasil. Depois do show em Belo Horizonte, foi intimado e teve de dar depoimentos à Polícia Civil a pedido da Academia Mineira de Ilusionismo, que o acusava de violar o artigo 154 do Código Penal de revelar segredo profissional sem justa causa e assim prejudicar mágicos. O procedimento foi arquivado porque não havia provas suficientes.
Mister M retornou à televisão brasileira em 2007, na Rede Record, com o quadro "A Volta do Mágico Mascarado", no programa Tudo é Possível, apresentado, na época, por Eliana.
Em 2016, o programa de Mister M passou a ser exibido no Brasil pela TV por assinatura, no Canal Viva.
Em 20 de agosto de 2023, Mister M se reencontrou com Cid Moreira no terceiro episódio do documentário 50 anos do Fantástico.

## Filmografia
- Herb Alpert "Magic Man" Music Video (como ele mesmo)
- The Merv Griffin Show (como ele mesmo)
- The Great Magic of Las Vegas
- Breaking the Magician's Code: Magic's Biggest Secrets Finally Revealed (como o Mágico Mascarado e depois como ele mesmo)
- The Rosie O'Donnell Show (como o Mágico Mascarado)
- Vibe (como o Mágico Mascarado)
- Live with Regis and Kathie Lee
- The Howie Mandel Show
- Diagnosis Murder - "Trash TV" (como o Mágico Mascarado e também como ele mesmo)
- History of Magic - "Disappearances" (como ele mesmo e como o Mágico Mascarado em montagem de arquivo)
- The Art And Secrets Of Magic (como o Mágico Mascarado)
- Breaking the Magicians' Code: Magic's Biggest Secrets Finally Revealed (Second Season) (como o Mágico Mascarado)
- WWE SmackDown[16]